# BMP-2
BMP-2 je borbeno vozilo pješaštva bivšeg SSSR-a. BMP-2 je nastao kao pokušaj da se na bazi iste koncepcije napravi borbeno vozilo pješaštva koje će imati bolje karakteristike od prethodnika, BMP-1. Pokušaj je bio djelomično uspješan jer je ista koncepcija značila i ista ograničenja. Napravljeno je puno verzija BMP-2 koje su izvezene u mnoge države. Izvozni uspjeh može zahvaliti jednostavnom održavanju i niskoj cijeni. Čehoslovačka i Indija su otkupile licencu i pokrenule vlastitu proizvodnju.

## Povijest
Od 1972. godine pokrenut je razvoj unaprijeđene verzije BMP-1. BMP-1 se pokazao osjetljivim na kalibar .50 strojnice sa strane i straga. To se pokazalo u Jomkipurskom ratu. Izraelske snage su zarobile ili uništile 40 do 60 Egipatskih BMP-1 i 50 do 60 Armenskih BMP-1. Velik broj armenskih tenkova imalo je mehaničkih problema. Top od 73 mm dokazao se neprecizan na udaljenostima većim od 500 metara. No BMP-1 je pokazao da ima vrlo dobru pokretljivost zahvaljujući malom pritisku na tlo.
Za daljnji razvoj su bila napravljena četiri prototipa:
- Projekt 675 od Kurganmašzavoda – BMP-1 trup, naoružan s 2A42 30 mm automatskim topom (na kraju postao BMP-2)
- Projekt 681 od Kurganmašzavod – BMP-1 trup, naoružan 73 mm topom
- Projekt 768 iz Čeljabinska – naoružan 73 mm topom
- Projekt 769 iz Čeljabinska – naoružan s 2A42 30 mm automatskim topom

Zapovjednik je na svim prototipovima smješten unutar kupole,  a kupola je redizajnirana da primi dva čovjeka. Time je dobiven dodatni prostor za posadu. 
- Odabran je top od 30 mm iz sljedećih razloga:

Top od 73 mm nije služio svrsi nakon razvijanja sendvič (Chobham) oklopa na zapadnim tenkovima. Top od 73 mm taj oklop nije mogao probiti. Veći top bi bio nepraktičan i smanjila bi se pokretljivost BMP-a. Odabran je automatski top promjera 30 mm 2A42. Ovaj top može gađati niskoleteće helikoptere i sporije avione, a ima i veći broj ispaljenih granata u minuti. Za uništavanje oklopnih vozila i tenkova postavljen je lanser raketa kao i kod BMP-1.

## Naoružanje
BMP-2 kao glavno oružje koristi 30 mm 2A46 top koji se upotrebljava protiv za borbu protiv lako oklopnih ciljeva, niskoletećih zrakoplova i helikoptera, neprijateljskih utvrđenih ciljeva itd. Top je ugrađen u dvočlanu kupolu u kojoj sjede zapovjednik (desno) i topnik (lijevo). Najveća elevacija topa je 74 stupnja. Kupola je veća od one na BMP-1 i pokretana je elektromotorom. Upravo su veličina topa i kupole najveće promjene u odnosu na BMP-1. Top može imati više vrsta paljbe od pojedinačne paljbe i od automatske paljbe od 200 do 300 granata u minuti ili brža varijanta od 500 granata u minuti. Rabe se visokoeksplozivna-označavajuća (HE-T) i pancirnoprobojna-označavajuća (AP-T). Obje granate imaju početnu brzinu od 970 m/s. AP-T granata može probit homogeni čelični oklop debljine 55 mm na udaljenosti od 500 metara. Učinkovit domet topa protiv zemaljskih ciljeva je 1000 metar, a protiv zračnih nešto veći od 1200 metara. Borbeni komplet sadrži 500 granata. Top je u potpunosti stabiliziran što znači da se može otvarati paljba iza pokreta. Zbog lošeg sustava upravljanja paljbom (SUP) paljba iz pokreta je neprecizna. Na krov kupole postavljen je lanser za protuoklopne automatske vođene rakete 9M113 Konkurs (NATO: AT-5 Spandrel). Lanser se može okretati za 360 stupnjeva, a po elevaciji od -5 do +15 stupnjeva. Maksimalan domet rakete Konkurs je 4000 metara, a probojnost 800 mm čeličnog oklopa. Najveći nedostatak lansera je da se mora puniti izvan vozila. 
Uz tri člana posade BMP-2 prevozi i sedam članova desanta. Šest vojnika sjedi u stražnjem dijelu vozila dok jedan sjedi između vozača i kupole. Na svakom boku nalaze se tri puškarnice s ciljaničkim periskopom zakošeni prema prednjem dijelu vozila. Na dvostrukim vratima na stražnjem dijelu vozila nalazi se još jedna puškarnica. Vatrena moć može se pojačati ugradnjom protuzrakoplovnim raketnim sustavima SA-14 ili SA16.

## Oklop
Tijelo i kupola BMP-2 napravljeni su od zavarenih čeličnih ploča maksimalne debljine 33 milimetara. (debljina je između 15 i 20 mm). Ovaj oklop ne štiti od protuoklopnog oružja. Oklop štiti posadu od municije lakših strojnica i krhotina granata, dok udar protuoklopne rakete unište BMP-2 i cijelu njegovu posadu. Najveći nedostatak oklopne zaštite pokazao se u Afganistanu kada su sovjetski BMP-2 bili izloženi raketama RPG-7 i ostalim protuoklopnim oružjima koja su ih s lakoćom uništavala.

## Pokretljivost
Motor je kao i kod BMP-1 smješten u prednjem desnom dijelu i isti je kao i kod BMP-1. To je četverotaktni šestocilindrični Dieselov motor s turbo punjačem UTD-20. Razvija 300 KS pri 2600 okretaja u minuti. Najveća cestovna brzina je 65 km/h, a po terenu 45 km/h. S 462 litre goriva prijeđe do 600 km ravne ceste ili 500 km kada vozi po težem terenu. Može savladati vodenu zapreku uz kratku pripremu (podizanje valobrana na prednjoj oklopnoj ploči) i plovi brzinom od 7 km/h.

## Inačice

### Bivša Čehoslovačka
- BVP-2 (bojové vozidlo pěchoty) – čehoslovački prizvedene verzije BMP-2
- BVP-2V ili VR 1p (vozidlo velitele roty) – zapovjedno vozilo s radiovezom
- VPV (Vyprošťovací Pásové vozidlo) – vozilo napravljeno na temelju podvozja BVP-2 koji je razvijen 1984. godine. Opremljeno je s dizalicom koja ima kapacitet 5 tona, vitlom, itd. Kupola je uklonjena. Vozilo je naoružano s montiranom 7.62 mm PKT lakom strojnicom. Malio broj ovih vozila se temelji i na podvozju BVP-1.

### Bivši SSSR
- BMP-2 1980. – izvorno vozilo
- BMP-2 1984. – unaprijeđena verzija
- BMP-2 1986. – kasniji model s novim BPK-2-42 umjesto BPK-1-42
- BMP-2D – verzija s dodatnim oklopom bez amfibijski svojstva. U službu je ušao 1982. i sudjelovao je u sovjetskom ratu u Afganistanu. Tijekom sukoba zapadni promatrači prvi put vide novo vozilo i nazivaju ga BMP-2E.
- BMP-2K – Zapovjedna verzija s antenom montiranom na trup straga, jedna iza kupole, i jedna na stražnjoj desnoj strani. Također je montirana jedna IFF antena na stražnjoj lijevoj strani.Radio oprama se sastoji od R-123M i R130m, ili moderniji R-173, R-126 i R-10. Posada se sastoji od šest vojnika.
- BMP-2M – Modernizirana verzija BMP-2. Ima ugrađen minobacač AG-30, 4 lansera za ATMG „Kornet“, i novi dan/noć periskop.

Ruske oružane snage su na svojoj verziji naručile i novi motor UTD-23 s 360 ks, dodatni pasivni oklop i klima uređaj.
- BMO-1 (boyevaya mashina ognemyotchikov) – Transportno vozilo opremlijeno s 30x93 mm RPO „Shmel“  lanserom raketa. Ušao je u uporabu 2001. godine.

### Poljska
- BMW-2 – poljska oznaka za BMP-2 i BMP-2D

### India
- BMP-II „Sartha“ – Indijka verzija BMP-2.
- Oklopna ambulanta – verzija namijenjena za pomoć ranjenicimana bojištu
- Oklopno vozilo za popravak – verzija napravljen na tijelu BMP-2. Namijenjena je izvođenju popravaka, opremljeno je hidrauličnom dizalicom.
- Inženjersko izviđačko vozilo – namijenjeno je izviđanju. Opremljeno je s vitlom kapaciteta 8 tona, GPS-om, laserskim tražilom itd.
- Namica- opremljen je s raketnim sistemom „Raga“ s četiri lansirne cijevi. Domet mu je 4000 metara
- Akash – protuzračni raketni sistem koji se temelji na izmijenjenom „Sarath“ kućištu.
- Rajendra – ovo je višenamijenski radarski sistem postavljen na BMP-2 podvozju.
- Samovozni minobacač – Na podvozje BMP-2 stavljen 81 mm topom. Maksimalan domet mu je 5000 metara, a brzina pucanja 6-7 granata u minuti. Borbeni komplet iznosi 108 granata. Vozilo je također opremljeno s 7.62 mm lakom strojnicom. Posad je smanjena na 2 člana, a može prevozit 4 vojnika. Prvi prototip je napravljen 1997. godine.

## Povijest ratova u kojem je sudjelovao BMP-2
- 1975. – 2000. Angolski građanski rat
- 1979. – 1988. Sovjetsko-afganistanski rat
- 1980. – 1988. Iračko-iranski rat
- 1990. – 1991. Zaljevski rat
- 1994. – 1996. Prvi čečenski rat
- 1999.-     Drugi čečenski rat
- 2001.-     Rat u Afganistanu (2001.
- 2003.-     Rat u Iraku 2003.

## Korisnici
- Abhazija
- Afganistan – 550 BMP-1 i BMP-2 poslije povlačenja Sovjeta 1989., kupljeno još 60 2002. godine
- Albanija – 13
- Alžir – 225
- Angola – 250 BMP-1 i BMP-2
- Armenija – 78
- Azerbajdžan – 96
- Bjelorusija – 1164
- Češka - 174
- Finska - 110
- Gruzija - 210
- Indija - 1500
- Indonezija - 40
- Iran - 400
- Jemen - 334
- Jordan - 35
- Kazahstan - 300
- Kirgistan - 101
- Kuvajt - 46
- Filipini - 18
- Sjeverna Makedonija - 10
- Rusija - 3250
- Sijera Leone - 2
- Slovačka - 93
- Sudan - 6
- Sirija - 100
- Šri Lanka - 521
- Tadžikistan - 25
- Togo - 20
- Turkmenistan - 930 BMP-1 i BMP-2
- Uganda - 19
- Ukrajina - 1434
- Uzbekistan - 172

## Bivši korisnici
- Čehoslovačka - sva vozila su podijelila Slovačka i Češka
- Njemačka Demokratska Republika - 23
- Irak - 700 BMP-1 i 800 BMP-2, svi su uništeni
- Poljska - 62 BMP-2 prodana Angoli
- SSSR - sve preneseno u nove države
- Njemačka - 23, sve prodano ili dano muzeju

## Unutarnje poveznice
- BMP-1
- BMP-3

## Vanjske poveznice
- http://fas.org/man/dod-101/sys/land/row/bmp-2.htm
- http://www.globalsecurity.org/military/world/russia/bmp-2.htm
- http://www.battletanks.com/bmp-2.htm  Arhivirana inačica izvorne stranice od 6. listopada 2008. (Wayback Machine)